# Internationales Kurzfilmfestival Landau - La.Meko

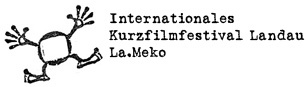
Logo – La.Meko

Das Kurzfilmfestival Landau – La.Meko ist ein seit 2001 jährlich stattfindendes Kurzfilmfestival in Landau in der Pfalz. Veranstalter ist seit 2004 der Verein Filmfestival Landau e. V., der sich der Förderung der Filmkultur in Rheinland-Pfalz verschrieben hat.
Die Idee zur Veranstaltung kam 2000 von der Fachschaft Medienpädagogik/Kommunikationspsychologie (FaMeKo – was auch der erste Name des Festivals war) der Universität Koblenz-Landau. Das La.Meko Filmfestival ist eine Bühne für alle Arten von Kurzfilmen. Ein besonderes Anliegen des ehrenamtlichen Festival-Teams ist, dass das Programm jedes Jahr ein sorgfältig arrangierter Mix aus Unterhaltung und kultureller Herausforderung quer durch alle Filmgenres ist. Auch Regional- und Amateurfilme werden regelmäßig gezeigt. Das erste Festival fand am 13. Juli 2001 in den Sälen der Universität Landau statt. Von 2005 bis 2021 wurde das Festival im Universum Kino in Landau durchgeführt.
Seit 2009 hat das Festival eine international ausgerichtete Ausschreibung und nennt sich seitdem Internationales Kurzfilmfestival Landau – La.Meko.
Seit 2022 findet das Festival im Gloria Kulturpalast in Landau statt.
Mehr als 70 Kurzfilme werden in 12 Blocks im Lauf der Festivalwoche gezeigt. Es werden Preise in mehreren, teilweise jährlich wechselnden Kategorien verliehen. Feste Kategorien sind: Bester Internationaler Film, Publikumspreis und Regionalpreis. Die Gewinnerfilme werden in einer Abschlussveranstaltung in voller Länge gezeigt. Voraussetzungen für die Teilnahme am Festival sind: eine Maximallänge von 30 Minuten, keine Werbefilme und nicht mehr als zwei Einsendungen pro Teilnehmer.
Neben der Festivalwoche, die seit 2019 wieder im Herbst stattfindet, werden im Sommer Freiluftkinoveranstaltungen durchgeführt.